# Емерсон Феррейра
Емерсон Феррейра (порт. Emerson Ferreira da Rosa, нар. 4 квітня 1976, Пелотас) — бразильський футболіст, півзахисник.

## Клубна кар'єра
Народився 4 квітня 1976 року в місті Пелотас. Вихованець юнацьких команд футбольних клубів «Греміо» та «Ботафогу».
У дорослому футболі дебютував 1994 року виступами за команду клубу «Греміо», в якій провів три сезони, взявши участь у 70 матчах чемпіонату.
Протягом 1997–2000 років захищав кольори клубу «Баєр 04».
Своєю грою за «фармацевтів» привернув увагу представників тренерського штабу «Роми», до складу якого приєднався влатку 2000 року за 35 млрд. італійських лір. Відіграв за «вовків» наступні чотири сезони своєї ігрової кар'єри. Більшість часу, проведеного у складі «Роми», був основним гравцем команди. За цей час виборов титул чемпіона Італії.
Згодом, з 2004 по 2009 рік, продовжив виступи у Європі, де грав у складі «Ювентуса», «Реала» та «Мілана». Протягом цих років додав до переліку своїх трофеїв ще один титул чемпіона Італії, ставав чемпіоном Іспанії, володарем Суперкубка УЄФА та клубним чемпіоном світу.
21 квітня 2009 року розірвав контракт з «Міланом» з причин особистого характеру. Мав намір перейти в бразильський «Греміо», де починав свою кар'єру, але в підсумку 26 липня 2009 року підписав контракт з «Сантосом». Однак перебування Емерсона в «Сантосі» виявилося недовгим — вже 16 жовтня того ж року в зв'язку з травмою він розірвав контракт з клубом і завершив кар'єру, зігравши за нього всього 6 матчів за 3 місяці.

## Виступи за збірну
10 вересня 1997 року дебютував в офіційних матчах у складі національної збірної Бразилії в товариські грі проти збірної Еквадору, у якому відразу забив гол, а його збірна перемогла з рахунком 4-2.
У складі збірної був учасником чемпіонату світу 1998 року у Франції, де разом з командою здобув «срібло», розіграшу Кубка Америки 1999 року у Прагваї, здобувши того року титул континентального чемпіона, розіграшу Кубка Конфедерацій 1999 року у Мексиці, де разом з командою здобув «срібло», розіграшу Кубка Америки 2001 року у Колумбії, розіграшу Кубка Конфедерацій 2003 року у Франції, розіграшу Кубка Конфедерацій 2005 року у Німеччині, здобувши того року титул переможця турніру, та чемпіонату світу 2006 року у Німеччині.
Протягом кар'єри у національній команді, яка тривала 10 років, провів у формі головної команди країни 73 матчі, забивши 6 голів.

## Статистика виступів

### Статистика клубних виступів
| Сезон               | Команда             | Чемпіонат           | Чемпіонат | Чемпіонат | Національний кубок | Національний кубок | Національний кубок | Єврокубки | Єврокубки | Єврокубки | Інші змагання | Інші змагання | Інші змагання | Усього | Усього |
| Сезон               | Команда             | Ліга                | Ігор      | Голів     | Ліга               | Ігор               | Голів              | Ліга      | Ігор      | Голів     | Ліга          | Ігор          | Голів         | Ігор   | Голів  |
| ------------------- | ------------------- | ------------------- | --------- | --------- | ------------------ | ------------------ | ------------------ | --------- | --------- | --------- | ------------- | ------------- | ------------- | ------ | ------ |
| 1994                | «Греміо»            | A                   | 18        | 2         | КБ                 | 6                  | 0                  | —         | —         | —         | —             | —             | —             | 24     | 2      |
| 1995                | «Греміо»            | A                   | 11        | 1         | КБ                 | 1                  | 0                  | —         | —         | —         | —             | —             | —             | 12     | 1      |
| 1996                | «Греміо»            | A                   | 25        | 5         | КБ                 | 5                  | 0                  | —         | —         | —         | РПА           | 1             | 0             | 31     | 5      |
| 1997                | «Греміо»            | A                   | —         | —         | КБ                 | 7                  | 0                  | —         | —         | —         | —             | —             | —             | 7      | 0      |
| Усього за «Греміо»  | Усього за «Греміо»  | Усього за «Греміо»  | 54        | 8         |                    | 19                 | 0                  |           | ?         | ?         |               | 1             | 0             | 74     | 8      |
| 1997-98             | «Баєр 04»           | БЛ                  | 25        | 1         | КН                 | 3                  | 0                  | ЛЧ        | 9         | 4         | КЛ            | 1             | 0             | 38     | 5      |
| 1998-99             | «Баєр 04»           | БЛ                  | 28        | 5         | КН                 | 1                  | 0                  | КУЄФА     | 3         | 0         | КЛ            | 1             | 0             | 33     | 5      |
| 1999-00             | «Баєр 04»           | БЛ                  | 29        | 5         | КН                 | 0                  | 0                  | ЛЧ+КУЄФА  | 6+2       | 0         | —             | —             | —             | 37     | 5      |
| Усього за «Баєр 04» | Усього за «Баєр 04» | Усього за «Баєр 04» | 82        | 11        |                    | 4                  | 0                  |           | 20        | 4         |               | 2             | 0             | 108    | 15     |
| 2000-01             | «Рома»              | A                   | 13        | 3         | КІ                 | 0                  | 0                  | КУЄФА     | 1         | 0         | —             | —             | —             | 14     | 3      |
| 2001-02             | «Рома»              | A                   | 28        | 5         | КІ                 | 2                  | 0                  | ЛЧ        | 11        | 2         | —             | —             | —             | 41     | 7      |
| 2002-03             | «Рома»              | A                   | 31        | 2         | КІ                 | 6                  | 3                  | ЛЧ        | 11        | 1         | —             | —             | —             | 48     | 6      |
| 2003-04             | «Рома»              | A                   | 33        | 3         | КІ                 | 1                  | 0                  | КУЄФА     | 8         | 2         | —             | —             | —             | 42     | 5      |
| Усього за «Рому»    | Усього за «Рому»    | Усього за «Рому»    | 105       | 13        |                    | 9                  | 3                  |           | 31        | 5         |               | —             | —             | 145    | 21     |
| 2004-05             | «Ювентус»           | A                   | 33        | 2         | КІ                 | 0                  | 0                  | ЛЧ        | 11        | 1         | —             | —             | —             | 44     | 3      |
| 2005-06             | «Ювентус»           | A                   | 34        | 2         | КІ                 | 3                  | 0                  | ЛЧ        | 9         | 1         | СІ            | 1             | 0             | 47     | 3      |
| Усього за «Ювентус» | Усього за «Ювентус» | Усього за «Ювентус» | 67        | 4         |                    | 3                  | 0                  |           | 20        | 2         |               | 1             | 0             | 91     | 6      |
| 2006-07             | «Реал Мадрид»       | ПД                  | 27        | 1         | КІ                 | 0                  | 0                  | ЛЧ        | 6         | 0         | —             | —             | —             | 33     | 1      |
| 2007-08             | «Мілан»             | A                   | 15        | 0         | КІ                 | 2                  | 0                  | ЛЧ        | 3         | 0         | СУ+КЧС        | 1+1           | 0             | 22     | 0      |
| 2008-09             | «Мілан»             | A                   | 12        | 0         | КІ                 | 1                  | 0                  | КУЄФА     | 5         | 0         | —             | —             | —             | 18     | 0      |
| Усього за «Мілан»   | Усього за «Мілан»   | Усього за «Мілан»   | 27        | 0         |                    | 3                  | 0                  |           | 8         | 0         |               | 2             | 0             | 40     | 0      |
| 2009                | «Сантус»            | A                   | 6         | 0         | —                  | —                  | —                  | —         | —         | —         | —             | —             | —             | 6      | 0      |
| Усього за кар'єру   | Усього за кар'єру   | Усього за кар'єру   | 368       | 37        |                    | 38                 | 3                  |           | 85        | 11        |               | 6             | 0             | 497    | 51     |

### Статистика виступів за збірну
| Дата       | Місто              | Господарі         | Результат             | Гості             | Турнір                             | Голи | Примітки   |
| ---------- | ------------------ | ----------------- | --------------------- | ----------------- | ---------------------------------- | ---- | ---------- |
| 10/09/1997 | Салвадор           | Бразилія          | 4 – 2                 | Еквадор           | товариський матч                   | 1    |            |
| 09/10/1997 | Белен              | Бразилія          | 2 – 0                 | Марокко           | товариський матч                   | -    |            |
| 11/11/1997 | Бразиліа           | Бразилія          | 3 – 0                 | Уельс             | товариський матч                   | -    |            |
| 03/07/1998 | Нант               | Бразилія          | 3 – 2                 | Данія             | ЧС 1998 - чвертьфінал              | -    |            |
| 07/07/1998 | Марсель            | Бразилія          | 1 – 1 д.ч. (4-2 п.п.) | Нідерланди        | ЧС 1998 - півфінал                 | -    |            |
| 31/03/1999 | Токіо              | Японія            | 0 – 2                 | Бразилія          | товариський матч                   | 1    |            |
| 05/06/1999 | Салвадор           | Бразилія          | 2 – 2                 | Нідерланди        | товариський матч                   | -    |            |
| 08/06/1999 | Ґоянія             | Бразилія          | 3 – 1                 | Нідерланди        | товариський матч                   | -    |            |
| 26/06/1999 | Куритиба           | Бразилія          | 3 – 0                 | Латвія            | товариський матч                   | -    |            |
| 30/06/1999 | Сьюдад-дель-Есте   | Бразилія          | 7 – 0                 | Венесуела         | Копа Америка 1999 - 1-й етап       | 1    |            |
| 03/07/1999 | Сьюдад-дель-Есте   | Бразилія          | 2 – 1                 | Мексика           | Копа Америка 1999 - 1-й етап       | -    |            |
| 11/07/1999 | Сьюдад-дель-Есте   | Бразилія          | 2 – 1                 | Аргентина         | Копа Америка 1999 - чвертьфінал    | -    |            |
| 14/07/1999 | Сьюдад-дель-Есте   | Бразилія          | 2 – 0                 | Мексика           | Копа Америка 1999 - Фінал          | -    | 6-й титул  |
| 18/07/1999 | Асунсьйон          | Бразилія          | 3 – 0                 | Уругвай           | Копа Америка 1999                  | -    |            |
| 24/07/1999 | Гвадалахара        | Бразилія          | 4 – 0                 | Німеччина         | Кубок Конфедерацій 1999 - 1-й етап | -    |            |
| 28/07/1999 | Гвадалахара        | Бразилія          | 1 – 0                 | США               | Кубок Конфедерацій 1999 - 1-й етап | -    |            |
| 01/08/1999 | Гвадалахара        | Бразилія          | 8 – 2                 | Саудівська Аравія | Кубок Конфедерацій 1999 - півфінал | -    |            |
| 04/08/1999 | Мехіко             | Мексика           | 4 – 3                 | Бразилія          | Кубок Конфедерацій 1999 - Фінал    | -    | 2-ге місце |
| 04/09/1999 | Буенос-Айрес       | Аргентина         | 2 – 0                 | Бразилія          | товариський матч                   | -    |            |
| 07/09/1999 | Порту-Алегрі       | Бразилія          | 4 – 2                 | Аргентина         | товариський матч                   | -    |            |
| 09/10/1999 | Амстердам          | Нідерланди        | 2 – 2                 | Бразилія          | товариський матч                   | -    |            |
| 13/11/1999 | Віґо               | Іспанія           | 0 – 0                 | Бразилія          | товариський матч                   | -    |            |
| 23/02/2000 | Бангкок            | Таїланд           | 0 – 7                 | Бразилія          | товариський матч                   | 2    |            |
| 28/03/2000 | Богота             | Колумбія          | 0 – 0                 | Бразилія          | товариський матч                   | -    |            |
| 23/05/2000 | Кардіфф            | Уельс             | 0 – 3                 | Бразилія          | товариський матч                   | -    |            |
| 27/05/2000 | Лондон             | Англія            | 1 – 1                 | Бразилія          | товариський матч                   | -    |            |
| 04/06/2000 | Ліма               | Перу              | 0 – 1                 | Бразилія          | Відбір до ЧС 2002                  | -    |            |
| 28/06/2000 | Ріо-де-Жанейро     | Бразилія          | 1 – 1                 | Уругвай           | Відбір до ЧС 2002                  | -    |            |
| 26/07/2000 | Сан-Паулу          | Бразилія          | 3 – 1                 | Аргентина         | Відбір до ЧС 2002                  | -    |            |
| 15/08/2000 | Сантьяго           | Чилі              | 3 – 0                 | Бразилія          | Відбір до ЧС 2002                  | -    |            |
| 03/03/2001 | Пасадена           | США               | 1 – 2                 | Бразилія          | товариський матч                   | -    |            |
| 07/03/2001 | Гвадалахара        | Мексика           | 3 – 3                 | Бразилія          | товариський матч                   | -    |            |
| 28/03/2001 | Кіто               | Еквадор           | 1 – 0                 | Бразилія          | Відбір до ЧС 2002                  | -    |            |
| 01/07/2001 | Монтевідео         | Уругвай           | 1 – 0                 | Бразилія          | Відбір до ЧС 2002                  | -    |            |
| 12/07/2001 | Калі               | Мексика           | 1 – 0                 | Бразилія          | Копа Америка 2001 - 1-й етап       | -    |            |
| 15/07/2001 | Калі               | Бразилія          | 2 – 0                 | Перу              | Копа Америка 2001 - 1-й етап       | -    |            |
| 18/07/2001 | Калі               | Бразилія          | 3 – 1                 | Парагвай          | Копа Америка 2001 - 1-й етап       | -    |            |
| 23/07/2001 | Манісалес          | Гондурас          | 2 – 0                 | Бразилія          | Копа Америка 2001 - чвертьфінал    | -    |            |
| 07/10/2001 | Куритиба           | Бразилія          | 2 – 0                 | Чилі              | Відбір до ЧС 2002                  | -    |            |
| 07/11/2001 | Ла-Пас             | Болівія           | 3 – 1                 | Бразилія          | Відбір до ЧС 2002                  | -    |            |
| 14/11/2001 | Сан-Луїс           | Бразилія          | 3 – 0                 | Венесуела         | Відбір до ЧС 2002                  | -    |            |
| 27/03/2002 | Форталеза          | Бразилія          | 1 – 0                 | Югославія         | товариський матч                   | -    |            |
| 17/04/2002 | Лісабон            | Португалія        | 1 – 1                 | Бразилія          | товариський матч                   | -    |            |
| 25/05/2002 | Куала-Лумпур       | Малайзія          | 0 – 4                 | Бразилія          | товариський матч                   | -    |            |
| 21/08/2002 | Форталеза          | Бразилія          | 0 – 1                 | Парагвай          | товариський матч                   | -    |            |
| 12/02/2003 | Гуанчжоу           | КНР               | 0 – 0                 | Бразилія          | товариський матч                   | -    |            |
| 30/04/2003 | Гвадалахара        | Мексика           | 0 – 0                 | Бразилія          | товариський матч                   | -    |            |
| 11/06/2003 | Абуджа             | Нігерія           | 0 – 3                 | Бразилія          | товариський матч                   | -    |            |
| 19/06/2003 | Сен-Дені           | Бразилія          | 0 – 1                 | Камерун           | Кубок Конфедерацій 2003 - 1-й етап | -    |            |
| 21/06/2003 | Ліон               | Бразилія          | 1 – 0                 | США               | Кубок Конфедерацій 2003 - 1-й етап | -    |            |
| 23/06/2003 | Сент-Етьєн         | Бразилія          | 2 – 2                 | Туреччина         | Кубок Конфедерацій 2003 - 1-й етап | -    |            |
| 07/09/2003 | Барранкілья        | Колумбія          | 1 – 2                 | Бразилія          | Відбір до ЧС 2006                  | -    |            |
| 10/09/2003 | Манаус             | Бразилія          | 1 – 0                 | Еквадор           | Відбір до ЧС 2006                  | -    |            |
| 12/10/2003 | Лестер             | Ямайка            | 0 – 1                 | Бразилія          | товариський матч                   | -    |            |
| 16/11/2003 | Ліма               | Перу              | 1 – 1                 | Бразилія          | Відбір до ЧС 2006                  | -    |            |
| 09/02/2005 | Гонконг            | Гонконг           | 1 – 7                 | Бразилія          | товариський матч                   | -    |            |
| 27/03/2005 | Ґоянія             | Бразилія          | 1 – 0                 | Перу              | Відбір до ЧС 2006                  | -    |            |
| 30/03/2005 | Монтевідео         | Уругвай           | 1 – 1                 | Бразилія          | Відбір до ЧС 2006                  | 1    |            |
| 05/06/2005 | Порту-Алегрі       | Бразилія          | 4 – 1                 | Парагвай          | Відбір до ЧС 2006                  | -    |            |
| 08/06/2005 | Буенос-Айрес       | Аргентина         | 3 – 1                 | Бразилія          | Відбір до ЧС 2006                  | -    |            |
| 16/06/2005 | Лейпциг            | Бразилія          | 3 – 0                 | Греція            | Кубок Конфедерацій 2005 - 1-й етап | -    |            |
| 19/06/2005 | Ганновер           | Мексика           | 1 – 0                 | Бразилія          | Кубок Конфедерацій 2005 - 1-й етап | -    |            |
| 25/06/2005 | Нюрнберг           | Німеччина         | 2 – 3                 | Бразилія          | Кубок Конфедерацій 2005 - півфінал | -    |            |
| 29/06/2005 | Франкфурт-на-Майні | Бразилія          | 4 – 1                 | Аргентина         | Кубок Конфедерацій 2005 - Фінал    | -    | 2-й титул  |
| 17/08/2005 | Спліт              | Хорватія          | 1 – 1                 | Бразилія          | товариський матч                   | -    |            |
| 04/09/2005 | Бразиліа           | Бразилія          | 5 – 0                 | Чилі              | Відбір до ЧС 2006                  | -    |            |
| 12/10/2005 | Белен              | Бразилія          | 3 – 0                 | Венесуела         | Відбір до ЧС 2006                  | -    |            |
| 12/11/2005 | Абу-Дабі           | ОАЕ               | 0 – 8                 | Бразилія          | товариський матч                   | -    |            |
| 01/03/2006 | Москва             | Росія             | 0 – 1                 | Бразилія          | товариський матч                   | -    |            |
| 04/06/2006 | Женева             | Бразилія          | 4 – 0                 | Нова Зеландія     | товариський матч                   | -    |            |
| 13/06/2006 | Берлін             | Бразилія          | 1 – 0                 | Хорватія          | ЧС 2006 - 1-й етап                 | -    |            |
| 18/06/2006 | Мюнхен             | Бразилія          | 2 – 0                 | Австралія         | ЧС 2006 - 1-й етап                 | -    |            |
| 27/06/2006 | Дортмунд           | Бразилія          | 3 – 0                 | Гана              | ЧС 2006 - 1/8 фіналу               | -    |            |
| Усього     |                    | Матчів (24 місце) | 73                    |                   | Голів (63 місце)                   | 6    |            |

## Титули і досягнення

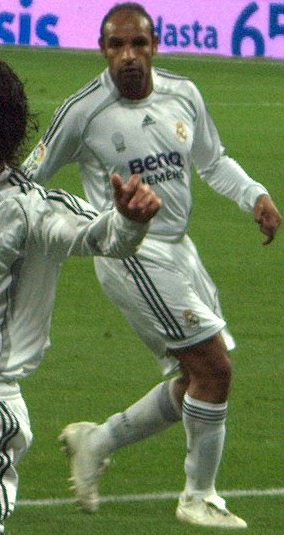
Емерсон 2007 року в складі «Реала»

- Володар Кубка Бразилії (2):

«Греміо»: 1994, 1997
- Чемпіон Італії (1):

«Рома»: 2000-01
- Володар Суперкубка Італії з футболу (1):

«Рома»: 2001
- Чемпіон Італії (1):

«Ювентус»: 2004-05 (відібрано)
- Чемпіон Іспанії (1):

«Реал Мадрид»: 2006-07
- Володар Кубка Лібертадорес (1):

«Греміо»: 1995
- Переможець Рекопи Південної Америки (1):

«Греміо»: 1996
- Володар Суперкубка УЄФА (1):

«Мілан»: 2007
- Клубний чемпіон світу (1):

«Мілан»: 2007
- Чемпіон Південної Америки (U-20) (1):

Бразилія (U-20): 1995
- Віце-чемпіон світу (1):

Бразилія: 1998
- Володар Кубка Америки (1):

Бразилія: 1999
- Володар Кубка Конфедерацій (1):

Бразилія: 2005